# Das Haus Anubis (serie de televisión)
Das Haus Anubis fue una serie de televisión alemana producida conjuntamente por Studio 100 y Nickelodeon. Es el primer remake de la serie neerlandesa Het Huis Anubis, y la primera telenovela diaria alemana orientada a jóvenes de 12 años en adelante. Se estrenó el 29 de septiembre del 2009 y finalizó el 4 de mayo de 2012, con 3 temporadas emitidas. Se emitía en el canal infantil Nickelodeon, todos los días 7ː40 de la noche, y se repetía los fines de semana.

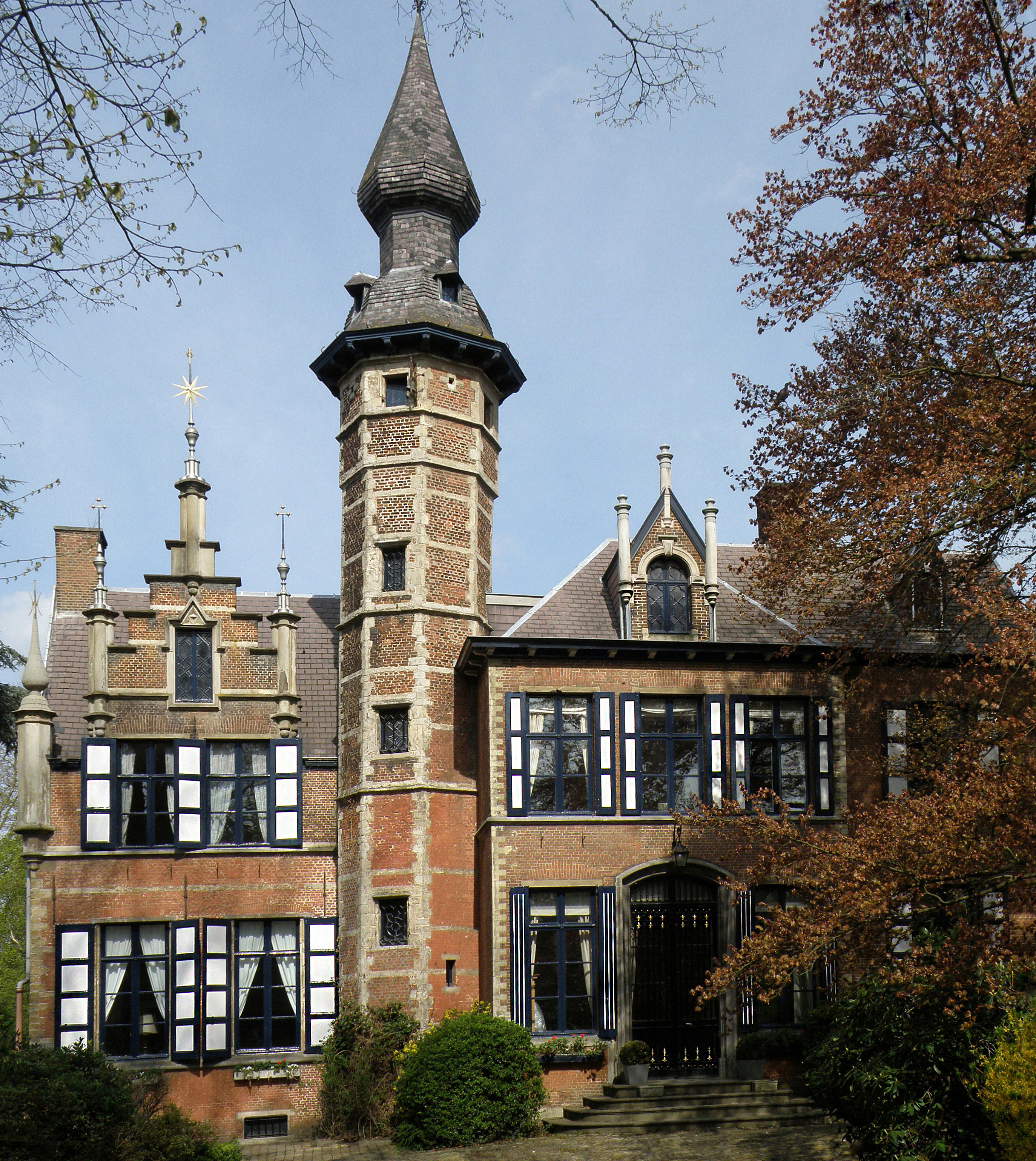
Hof ten Dorpe es una residencia ubicada en la ciudad de Mortsel, Bélgica. La edificación simulaba ser la Casa de Anubis, y allí se grabaron las escenas al aire libre.También fue la que usó en la versión original de la serie.

## Sinopsis
La serie se centra en 8 adolescentes que viven en un internado llamado, "Haus Anubis", del cual Nina (Kristina Schmidt) es la nueva estudiante. Su habitación antes le pertenecía a Linn, que se ha ido sin dejar rastro. Lucy (Alicia Endemann) quien era su mejor amiga, está muy dolida, y piensa que la recién llegada ha tenido algo que ver con la desaparición de su compañera, entonces la extorsiona para que confiese.
Pero este no es el único secreto que hay en la casa. Las paredes, en qué los ocho estudiantes viven juntos, parece para esconder otro secreto. Una estudiante amiga desaparece, el guardián parece esconder algo y los profesores empiezan actuar extraño. Nina junto a algunos de sus compañeros trata de averiguar ese gran secreto, escondido en alguna parte de la casa, y forma un grupo secreto llamado "Sibuna" (Anubis al revés).

## Episodios
| Temporada | Temporada | Episodios | Episodios             | Emisión original         | Emisión original        | Tema Principal  |
| Temporada | Temporada | Episodios | Episodios             | Inicio                   | Final                   | Tema Principal  |
| --------- | --------- | --------- | --------------------- | ------------------------ | ----------------------- | --------------- |
|           | 1         | 114       | 61                    | 29 de septiembre de 2009 | 18 de diciembre de 2009 | Das Haus Anubis |
| 53        | 1         | 114       | 15 de febrero de 2010 | 30 de abril de 2010      |                         | Das Haus Anubis |
|           | 2         | 120       | 60                    | 20 de septiembre de 2010 | 10 de diciembre de 2010 | Suche mit uns   |
| 60        | 2         | 120       | 14 de febrero de 2011 | 6 de mayo de 2011        |                         | Suche mit uns   |
|           | 3         | 120       | 70                    | 5 de septiembre de 2011  | 9 de diciembre de 2011  | Tausend Fragen  |
| 50        | 3         | 120       | 13 de febrero de 2012 | 4 de mayo de 2012        |                         | Tausend Fragen  |

## Elenco y personajes
| Personaje                  | Interpretado por   | Años      | Personaje en la versión original |
| -------------------------- | ------------------ | --------- | -------------------------------- |
| Nina Martens               | Kristina Schmidt   | 2009-2012 | Nienke Martens                   |
| Luzy Rosaline Schoppa      | Alicia Endemann    | 2009–2012 | Patricia Soeters                 |
| Daniel Gutenberg           | Daniel Wilken      | 2009–2012 | Fabian Ruitenburg                |
| Delia Seefeld              | Franziska Alber    | 2009–2012 | Amber Rosenbergh                 |
| Kaya Sahin                 | Karim Günes        | 2009-2012 | Mick Zeelenberg                  |
| Felix Gaber                | Florian Prokop     | 2009-2011 | Appie Tayibi                     |
| Felix Gaber                | Mitja Lafere       | 2011-2012 | Appie Tayibi                     |
| Magnus von Hagen           | Marc Dumitru       | 2009-2012 | Jeroen Cornelissen               |
| Mara Minkmar               | Féréba Koné        | 2009-2012 | Mara Sabri                       |
| Charlotte Bachmann         | Alexa Benkert      | 2010–2012 | Personaje creado                 |
| Victor Emanuel Rodemer Jr. | Kai Helm           | 2009-2012 | Victor Emanuel Rodenmaar Jr.     |
| Rosie Schäfer              | Petra-Marie Cammin | 2009-2012 | Trudie Tayibi                    |
| Hubert Altrichter          | Ulrich Cyran       | 2009-2012 | Ari van Swieten                  |
| Edith Martens              | Gerda Böken        | 2009-2012 | Irene Martens                    |

## Diferencias con la versión original
Hay muchas diferencias con la serie original. Evidentemente, la primera diferencia son los nombres de los personajes. Aparte de Víctor, todos los personajes tienen otro nombre. Aun así, sus personalidades y vestimenta es igual que en la original. También, la trama de la primera temporada es exactamente igual, pero en la segunda cambió un poco. 
Y también esta versión en la segunda temporada fusionó a algunos personajes como a Joyce y Noa, y las combinó en una persona, Charlotte.

## Película
El 9 de mayo de 2011, se anunció que se re realizaría una película de la serie. Esta fue rodada de mayo a julio de 2011 en Bélgica. El estreno tuvo lugar el 19 de abril de 2012.
- Datos: Q15123067
- Multimedia: Das Haus Anubis / Q15123067